# Комарово (Архангельская область)
Комаро́во — посёлок лесозаготовителей в Красноборском районе Архангельской области России. Входит в состав Куликовского сельского поселения.

## География
Посёлок располагается на востоке Красноборского района Архангельской области, на высоком, крутом берегу реки Уфтюга. Расстояние до Красноборска - 60 км (90 км по автодороге), расстояние до Куликово - 13 км (15 км по автодороге), расстояние до Котласа - 150 км, расстояние до Архангельска - 630 км.

## Население
| 2002 | 2009 | 2010 |
| ---- | ---- | ---- |
| 594  | ↘553 | ↘417 |

Численность населения деревни, по данным Всероссийской переписи населения 2010 года, составляла 417 человек. Постоянное население посёлка (по данным на 2009 г.) составляло 553 человека, в том числе 183 пенсионера и 76 детей.

## Достопримечательности
В районе посёлка Комарово имеется памятник природы «Лесные культуры сосны 1959 г.», живописно располагающийся на берегу реки Уфтюга.

## Социальная сфера
В посёлке имеется Ипишская основная общеобразовательная школа (филиал Верхнеуфтюгской школы), клуб, несколько магазинов. Посёлок связан автодорогой с посёлком Куликово (центром Куликовского сельского поселения).